# Lophoterges horhammeri
Lophoterges horhammeri är en fjärilsart som beskrevs av Wagner 1931. Lophoterges horhammeri ingår i släktet Lophoterges och familjen nattflyn. Inga underarter finns listade i Catalogue of Life.